# Lingerie

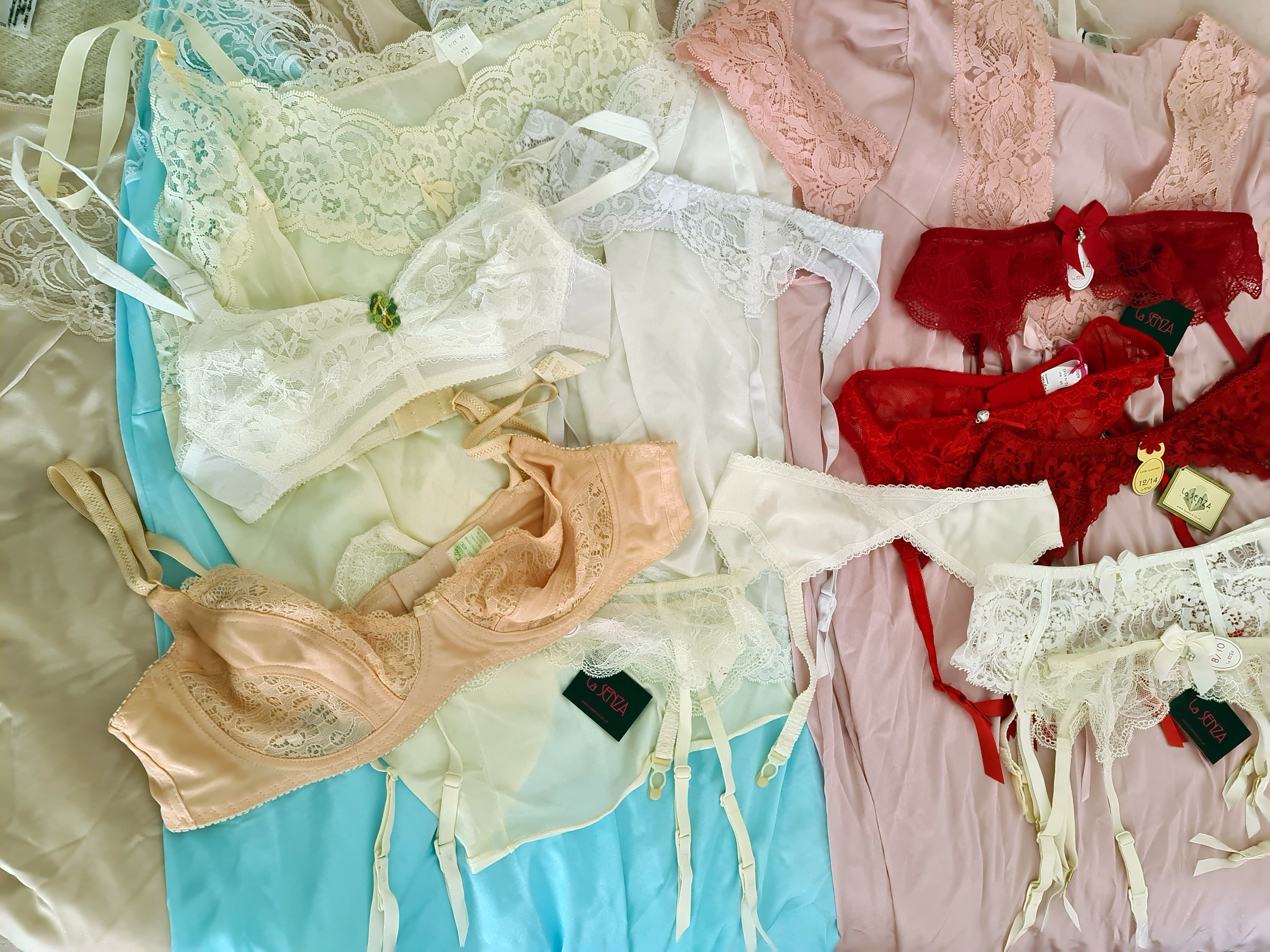
Olika exempel på lingerie: behåar, strumpebandshållare, nattlinnen.

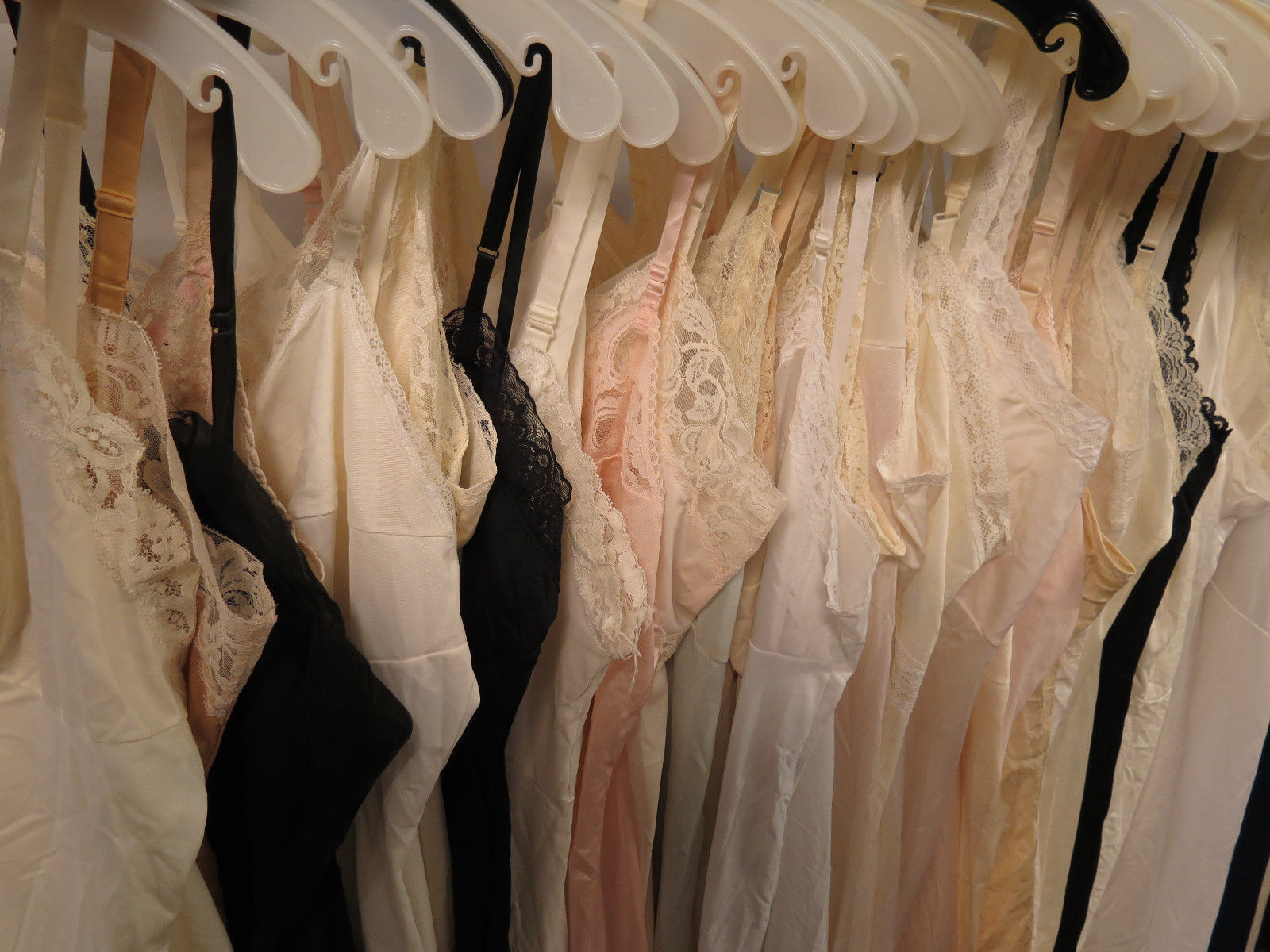
Underklänningar.

Lingerie är ett samlingsbegrepp för nattlinnen och damunderkläder av hög kvalitet, särskilt de som är tillverkade av tunna material som siden.
Lingerie är franska och betyder ”linneprodukter”, vilket ursprungligen syftade på de underkläder som ofta var gjorda i linne under 1800-talet.